# アンネ＝マリー・ポータモ
アンネ＝マリー・ポータモ（Anne-Marie Pohtamo-Hietanen、1955年8月15日 - ）は、フィンランドのファッションモデル、キリスト教伝道師。

## 経歴
1955年8月15日、ヘルシンキに生まれる。
1975年、ミス・フィンランドに選ばれ、同年第24回ミス・ユニバース世界大会（ミス・ユニバース1975）優勝。先代のアンパロ・ムニョスは、ミス・ユニバース機構の規約に背き日本への旅行を拒んだため、ミスとしての任期のを6か月ほど残して王冠を返上した。彼女はミス・ユニバース1972であるケリー・アン・ウェルズによって戴冠された。

### その後
1992年、伝道師の仕事を始める。
2000年、この頃より政治活動を行う。この年の大統領選挙でエスコ・アホの選挙運動を支援した。彼は落選するが、2003年にはカウニアネンの市議会議員になる。
2007年、議会選挙にキリスト教民主党から出馬（ヘルシンキ選挙区）。落選。
2014年、ミス・フィンランド1975年の戴冠式に着用していたドレスとミス・ユニバース1975の任期の間のワードローブからなる服コレクションをフィンランド国立博物館に譲渡。ミス・ユニバース世界大会のための服はRauni PalonenによってデザインされKirjokangasによって制作された。2015年5月8日から12月31日までUrho Kekkonen Museumで展覧会が行われ、笏とクラウン、そしてミス・ユニバース1975の戴冠式のドレスが展示された。
2015年6月、フィンランド聖書協会に入会。全国の教会での講義を行う。
現在、ファッションショーを運営し、見本市の主催者として活動し、時々マネキンの仕事をする。

## 私生活とゴシップ
学校を卒業した1974年、後の夫Arto Hietasenと婚約。1975年から1979年までモデル活動のためニューヨークで暮らすが、その時ハンガリー生まれの栄養士Jacques de la Fontaineと交際していたとする報道もある。
1980年、ケミオ(当時)にてHietasenと結婚。4子を儲ける。第1子のJesse Hietanenは歌手である。

## その他
エルサルバドルで開催されたミス・ユニバース1975は国内政治に翻弄された。右翼のPCN（国民団結党）が優勢だった当時、7月19日の決勝を前に、政府による100万ドルの出費に抗議する学生によるデモが計画された。カメラの見ていないところで鎮圧された。1週間後、サンタ・アナの西部の都市で、学生たちは“ミス・ユニバースデモ”の禁止に抗議するために街に出かけ、何人かの若者が逮捕された。7月30日、サンサルバドルで、上記2回の抑圧に対してデモをしていた約3000人の学生がいたが、兵士らの銃撃で止められる。軍事政権発表で1人が死亡、5人が負傷、11人が逮捕。学生発表で少なくとも12人が死亡、20人が負傷、40人が逮捕。目撃者によると、軍の救急車やトラックで約50人が死亡し、他の人は出血しているという。